# Grabówko (powiat kwidzyński)
Grabówko – wieś w Polsce położona w województwie pomorskim, w powiecie kwidzyńskim, w gminie Kwidzyn przy trasie nieistniejącej już linii kolejowej Kwidzyn-Smętowo Graniczne.
W latach 1954–1958 wieś należała i była siedzibą władz gromady Grabówko, po jej zniesieniu w gromadzie Mareza. W latach 1975–1998 miejscowość należała administracyjnie do województwa elbląskiego.
Zobacz teżGrabówko